# Língua puinave
O Puinave é uma língua ameríndia falada na bacia do rio Inírida, nos departamentos do Guainía e do Guaviare na Colômbia, e no município de Atabapo e a cidade de Puerto Ayacucho na Venezuela.

## Fonologia
A língua Puinave registra 19 fonemas: once vogais (7 orais mais 4 nasais), e oito consoantes.
| Vogais   | Coronais | Dorsais | Labiais |
| -------- | -------- | ------- | ------- |
| Fechadas | I ĩ      | ɯ       | u       |
| Médias   | e        | ɤ ɤ̃     | o õ     |
| Aberta   |          | a ã     |         |

As vogais altas coronal [i] y labial [u] se realizam como aproximantes [j] e [w], nos margens da sílaba. A alta coronal [i] se palataliza e varia no começo da palavra como uma das sonoras oclusiva [ɟ], fricativa [ʝ] ou nasal [ɲ].
| Consoantes        | Labiais | Alveolares | Velares | Glotais |
| ----------------- | ------- | ---------- | ------- | ------- |
| Oclusivas surdas  | p       | t          | k       | ʔ       |
| Nasais            | m       | n          |         |         |
| Fricativas surdas |         | s          |         | h       |

A oclusiva labial [p] se realiza como sonora [b] no ambiente nasal e como labializada [pw] o [bw] no começo da palavra. A nasal [m] se realiza como labial sonora pré-nasalizada [mb] ao começo da palavra antes de vocal oral. A oclusiva alveolar [t] se realiza como sonora [d] antes das vogais nasais medias  e como a vibrante simples [ɾ] antes das demais vogais nasais. A nasal [n] se realiza como alveolar sonora pré-nasalizada [nd] no começo da palavra antes de vocal oral. A oclusiva velar [k] se realiza como sonora [g] antes de consonante nasal ou fricativa e varia livremente com [g] ao final da palavra.

### Tons
Puinave é uma língua tonal que registra tons alto, baixo, ascendente e descendente.

## Comparações lexicais
Algumas semelhanças lexicais entre o puinave, o proto-kak e o proto-arawá:
| Português      | Puinave     | Proto-Kak                 | Proto-Arawa   | Jarawara  |
| -------------- | ----------- | ------------------------- | ------------- | --------- |
| eles/elas      |             | *ʔĩ-                      |               | ʔe; ʔi-   |
| eles/elas      |             | *miː- ‘ela’               |               | meː-      |
| ele/ela        |             | *aː- ‘ele’                |               | ʔa-       |
| abelha         | bɯ̃dbɯ̃d      |                           | *munamuna     |           |
| avó/avô        |             | *ʔeteʔ ‘avó’              | *idi          | iti ‘avô’ |
| braço          |             | *bɯ̃h                      | *bihi         |           |
| cipó           | bãd         |                           | *mado         |           |
| filho/filha    | dou ‘filha’ |                           | *daʔo ‘filho’ |           |
| macaco         |             | wap (Kakwa)               | *ɡapʰa        | waɸa      |
| mãe/irmã maior |             | amiʔ ‘irmã maior’ (Kakwa) | *ami ‘mãe’    |           |
| mão            | dap         |                           | *ʤapa         |           |
| minhoca        | sõb         |                           | *ʧʰumi        | somi      |
| olho/ver       | duk ‘ver’   |                           | *nukʰu ‘olho’ |           |
| peito          | paɡu        |                           | *bakʰo-       |           |
| pequeno/pouco  |             | *bajdi ‘pequeno’          | *bedi ‘pouco’ |           |
| sangue         | ma          |                           | *ama          |           |
| tartaruga      | uwa         |                           | *kuwa         |           |

Algumas semelhanças lexicais entre o puinave, o proto-kak e o proto-chapacura:
| Português              | Puinave   | Proto-Kak                          | Proto-Chapacura |
| ---------------------- | --------- | ---------------------------------- | --------------- |
| árvore                 |           | bãdã (Kakwa)                       | *panaː          |
| boca/bico              | je ‘boca’ |                                    | *ʔijat ‘bico’   |
| falar                  | jat       |                                    | *jaː            |
| irmã                   |           | amiʔ (Kakwa)                       | *ami            |
| mãe                    |           | *naʔ                               | *ʔinaʔ          |
| mandioca               |           | *kob ‘raiz’                        | *ʔakop          |
| olho/ver               | duk ‘ver’ |                                    | *tok ‘olho’     |
| ombro                  | pem       |                                    | *ʔapam          |
| papagaio               |           | *kawetʔ                            | *kawit          |
| terra                  |           | *bak                               | *namaka         |
| vermelho/sangue/urucum |           | *mepʔ ‘sangue’; Kakwa meʔ ‘urucum’ | *mem ‘vermelho’ |
| viver/nascer           |           | *ʔɨpʔ ‘viver’                      | *ʔipan ‘nascer’ |
| voar/voar              |           | *takeko ‘asa’                      | *takiʔ ‘voar’   |

Algumas semelhanças lexicais entre o puinave e o sapé):
| Português   | Puinave       | Sapé         |
| ----------- | ------------- | ------------ |
| anta        | jap           | japo         |
| batata-doce | jab [jam]     | ijam ‘milho’ |
| fígado      | dãb [nãm]     | am ‘bile’    |
| montanha    | weːd [weːn]   | wanakoe      |
| sol         | jãbãt [ɲãmãt] | ɲam          |